# Atma Vichara
Atma Vichara (Sanskrit: ātma-vicāra, Ergründung des Selbst, Atman) ist eine Methode der Meditation zur Ergründung des Ichs, der Selbstwahrnehmung und Selbstverwirklichung, die der indische Guru Ramana Maharshi als spirituelle Praxis (Sadhana) empfahl.
Das Ziel ist, das individuelle Ich, das keine eigenständige Realität sei, sondern nur auf der Grundlage des ewigen und unveränderlichen Selbst (des Absoluten, des Göttlichen) existieren könne und von ihm völlig abhängig sei, durch Erforschung seiner Quelle als das zu erkennen, was es ist. Damit soll die Vorstellung eines eigenständigen Egos zum Erlöschen gebracht werden.

## Methode (Suchfrage „Wer bin ich?“)
Die Lehre von Ramana Maharshi geht davon aus, dass, wenn man alle Gedanken und Empfindungen auf ihren Ursprung zurückverfolgt, man feststellen wird, dass der erste von allen Gedanken der Ich-Gedanke sei: „Ich bin“. Dieser erste Gedanke soll im „spirituellen Herzen“ entspringen, das Ramana auf der rechten Seite der Brust lokalisiert.
Ramana Maharshi beschreibt die Methode so: „Verfolge unerbittlich die Ergründung ‚Wer bin ich?’ Spüre die Wurzel deiner Persönlichkeit auf! Finde heraus, von wo der Ich-Gedanke entspringt! Wende den Geist nach innen! Mit der Praxis werden sich die Gedankenströme beruhigen und du fühlst eine untrügliche Intuition. Überlasse dich dieser Intuition. Lass dein Denken ein Ende nehmen und sie wird dich ans Ziel bringen.“
In seinem Büchlein Who am I? (dt. ‚Wer bin ich?’) beschreibt er die Methode folgendermaßen: „Wenn Gedanken aufsteigen, sollte man ihnen nicht nachgehen, sondern sich fragen: “Wem kommen diese Gedanken?”. Es ist ganz gleich, wie viele Gedanken kommen. Bei jedem aufsteigenden Gedanken muss man sich beharrlich fragen „Wem ist dieser Gedanke gekommen?“. Die Antwort darauf ist „Mir.“ Wenn man daraufhin wiederum fragt “Wer bin ich?”, dann geht der Geist zu seinem Ursprung zurück, und der aufgestiegene Gedanke kommt zur Ruhe. Wird diese Übung ständig praktiziert, dann entwickelt der Geist die Fähigkeit, in seinem Ursprung zu verweilen.“
Nach Maharshi gibt es keine fortgeschrittene Methode, sondern nur ein Reifen des Vichara. Vichara sei die direkte Methode. „Es gibt nichts weiter zu wissen, als das, was man in den Büchern findet. Es gibt keine geheime Technik. Alles ist hier ein offenes Geheimnis.“